# Erik Benzelius l'Ancien
Pour les articles homonymes, voir Benzelius.
Erik Benzelius l'Ancien ou Ericus Henrici Benzelius Bothniensis, né le 16 décembre 1632 à Luleå et mort le 17 février 1709 à Uppsala, est un professeur de théologie suédois, recteur de l'université d'Uppsala, membre du Parlement, évêque de Strängnäs de 1687 à 1700 et archevêque d'Uppsala de 1700 à 1709. Trois de ses fils deviennent également archevêques.

## Biographie

### Jeunesse
Erik Benzelius est le fils de Henrik Jakobsson et de Margareta Jonsdotter. Le nom de famille est pris par Erik Benzelius d'après le quartier de Luleå où il est né, Bensbyn. Il vient à Uppsala alors qu'il est enfant et commence à étudier à l'université dès 1644. Ses études sont financées par un oncle qui, faute d'héritiers, s'installe avec lui à Uppsala. Benzelius reçoit les enseignements de Petrus Arensbeckius, et selon certaines sources, il enseigne pendant un certain temps à Härnösand. Il étudie d'abord les sciences humaines et les langues (latin, grec et langues orientales), puis il commence des études de théologie.

### Carrière universitaire
En 1648, Benzelius s'inscrit dans la nation Västerbotten à l'université d'Uppsala, et en 1658, il devient notaire à la faculté de philosophie. En 1654, il soutient sa thèse sous la direction de Johannes Laurbergius, et en 1658, sur la Politique d'Aristote, sous celle de Jonas Sundelius. En 1660, il est promu maître en philosophie. La même année, il est employé la même année par Magnus De la Gardie comme précepteur pour ses fils, et part avec son élève Gustaf Adolf De la Gardie pour un voyage d'études à l'étranger en 1663, visitant des universités en Allemagne, en France, en Angleterre, en Hollande et en Belgique. Au cours de son voyage, il entre en contact avec de nouveaux mouvements religieux, tels que les Quakers, qui renforcent son orthodoxie. Ni en tant que théologien, ni en tant que prêtre, il ne dépassera les limites dogmatiques déjà données. Il s'oppose ainsi à Jesper Svedberg et Haquin Spegel, tous deux réformateurs, mais devient en même temps un proche allié du roi orthodoxe Charles XI.
De retour en Suède, Benzelius est nommé professeur extraordinaire d'histoire et de philosophie à Uppsala, et l'année suivante professeur extraordinaire de théologie. Cette même année, il est ordonné prêtre et reçoit le pastorat et la prébende de Näs. En 1668, il reçoit une chaire complète et devient vicaire de la paroisse de Börje. Il est ensuite promu au sein de la faculté de théologie avec des chaires supérieures (les chaires de théologie étaient hiérarchisées). En 1675, il devient docteur en théologie et vicaire de Vaksala. Benzelius est recteur de l'université d'Uppsala en 1674 et 1680. On dit souvent de son enseignement qu'il a donné des conférences sur une grande variété de sujets théologiques, y compris la géographie biblique, mais c'est surtout en tant qu'historien de l'église qu'il s'est fait un nom. Il était considéré comme le plus grand théologien de son temps en Suède, principalement en raison de sa grande érudition.

### Carrière épiscopale
En 1687, Benzelius devient évêque du diocèse de Strängnäs, élu à l'unanimité par les prêtres du diocèse. À ce poste, il est chargé d'enseigner la théologie au prince héritier, futur roi Charles XII. Il écrit le Breviarium historiæ ecclesiasticæ, dont on a longtemps pensé qu'il a été écrit pour Charles XII. En 1694, il écrit un manuel sur l'art de la prédication, Epitome rhetoricæ ecclesiasticæ, qui reste un manuel pour les aspirants clercs pendant plus de cent ans. Convoqué en 1689 à la commission d'État qui doit prendre position sur le cartésianisme, il est souvent absent de son diocèse pour des affaires publiques, mais il aurait néanmoins gérer son diocèse de manière satisfaisante. En particulier, il aime beaucoup l'enseignement.
À partir de 1675, Benzelius représente le clergé au Riksdag. Son érudition et sa position lui permettent d'obtenir plusieurs missions politiques, notamment l'examen de l'Acte ecclésiastique de 1686, du Psautier de 1695 et la supervision de la nouvelle traduction de la Bible parue en 1703 (la Bible de Charles XII), pour laquelle il rédige une préface. Son opposition à la Réforme fait que la Bible de Charles XII n'est qu'une version légèrement modifiée de la précédente. 
En 1700, Benzelius est nommé archevêque et chancelier de l'université d'Uppsala et il occupe encore ces fonctions lorsqu'il meurt neuf ans plus tard. Le grand incendie d'Uppsala en 1702 se produit pendant que Benzelius est archevêque et deux de ses fermes brûlent à ce moment-là. L'incendie affecte la situation économique de toute la ville, et en particulier de l'université et de l'église. La reconstruction de la ville incombe à Benzelius en tant qu'archevêque et chancelier, et il est si occupé qu'il lui reste peu de temps pour les affaires internes de l'université. Il intervient contre le piétisme par le biais d'une enquête en 1705.
Sa tombe se trouve dans la cathédrale d'Uppsala.

## Famille
Erik Benzelius l'Ancien est marié en premières noces (1668-1693) avec Margaretha Odhelia, qui fait partie de la famille de Bure. Elle est la fille du professeur Erik Odhelius et de Margareta Laurelia, elle-même la fille d'Olof Laurelius. En 1695, Benzelius se remarie avec Anna Mackeij, fille de l'industriel Isaac Mackey, mais il n'a pas d'enfants dans ce second mariage. Les enfants qui n'entrent pas dans le service religieux seront anoblis pour les mérites de leur père avec le nom de Benzelstierna.
Enfants d'Erik Benzelius l'Ancien et de Margaretha Odhelia:
- Margareta Benzelia, mariée à l'évêque et professeur Olaus Nezelius.
- Christina Benzelia, mariée d'abord au conseiller académique Petrus Halenius (famille noble Hallenstedt), puis à l'évêque Zacharias Esberg (famille noble Bergenskjöld).
- Erik Benzelius le Jeune, archevêque.
- Olof Benzelstierna, assesseur de la cour d'appel de Svea.
- Lars Benzelstierna, conseiller et gouverneur.
- Jacob Benzelius, archevêque.
- Nils Benzelstierna, capitaine.
- Gustaf Benzelstierna, secrétaire royal et Censor Librorum.
- Henric Benzelius, archevêque.